# Notholca labis
Notholca labis är en hjuldjursart som beskrevs av Gosse 1887. Notholca labis ingår i släktet Notholca och familjen Brachionidae. Arten är reproducerande i Sverige.

## Underarter
Arten delas in i följande underarter:
- N. l. labis
- N. l. rectospina